# ベイリー・スコット
マッケイ・ヒュー・ベイリー・スコット（英語: Mackay Hugh Baillie Scott, 1865年10月23日 - 1945年2月10日）は、イギリスの建築家。インテリアデザイナー。都市計画家。スタンレー・アシュビーらとアーツ・アンド・クラフツ運動に、またレイモンド・アンウィンらのガーデンシティ建設に参加した。作品で実現されたもののいくつかは、ヘルマン・ムテジウスの手で作品集が出版されている。

## 経歴
1885年、イギリス王立農業大字で勉学後、建築家を目指す。1886年から3年間バース市建築局で働き、1890年独立。1939年まで実務に就く。
その間ドイツに渡り、1897年-1898年、ダルムシュタットで大公宮殿の内装を担当。またその際ドイツ版アーツ・アンド・クラフツとして家具をデザインした。
1906年、ロンドン・ジョージ・ヒューネス社から「住まいと庭園」を出版。
1909年、ドイツ・ヘルラウにガーデンシティを計画。1911年からはロシアでガーデンシティや、スイスを始め西欧諸国で数多くの住宅地建設プロジェクトを手掛ける。

## 代表作
1904年以降、レッチワース建設に参画。
- エルム・ウッド
- スターリング・ウッド
- スターリング・ロード
- タンプル・ウッド
- コリー・ウッド
- ヒッチン・ロード

1908年からは、ハンブステッド建設に参画。
- ウオーターロウ・コート
- ハンプステッド・ウェイ
- ハンブステッド・ウェイ地区ミードウェイ（1戸のみ実現）

その他いくつか複合住宅、ミードウェイ、コーナー住宅ミードウェイ、二戸一住宅ミードウェイなどを計画したが、いずれも実現していない。